# Singolarità nuda
Nella relatività generale, una singolarità nuda è una singolarità gravitazionale priva di orizzonte degli eventi. Le singolarità all'interno dei buchi neri sono sempre circondate da un'area che non permette alla luce di sfuggire, e quindi non possono essere osservate direttamente. Una singolarità nuda, per contro, è un punto dello spazio-tempo dove la densità è infinita e che è osservabile dall'esterno.
L'esistenza teorica delle singolarità nude è importante perché implicherebbe la possibilità di osservare il collasso di un oggetto fino a densità infinita.
Le simulazioni al computer del collasso di un disco di polvere indicano che questi oggetti possono esistere, e quindi l'ipotesi di censura cosmica (che asserisce che le singolarità sono sempre nascoste) non regge.
Questo è, naturalmente, un esempio di difficoltà matematica (divergenza all'infinito della densità) che rivela un problema più profondo nella nostra comprensione della fisica coinvolta nel processo. Una teoria praticabile della gravità quantistica sarebbe molto utile per risolvere problemi di questo tipo.
È stato calcolato che facendo scorrere una quantità considerevole di corrente elettrica attraverso la singolarità di un buco nero si causerebbe una sovrapposizione di orizzonti degli eventi, che cesserebbero quindi di esistere, formando una singolarità nuda. Questo quantitativo di corrente richiederebbe, ragionevolmente stimando, l'utilizzo di tutti gli elettroni di ogni atomo del sistema solare. Naturalmente è un esperimento del tutto impraticabile, con le tecnologie attuali.
Recentemente è stato ipotizzato un esperimento che permetterebbe di rilevare, anche se in maniera indiretta, delle possibili singolarità nude con i più sensibili strumenti oggi a disposizione della scienza.